# Велосипедна вилка

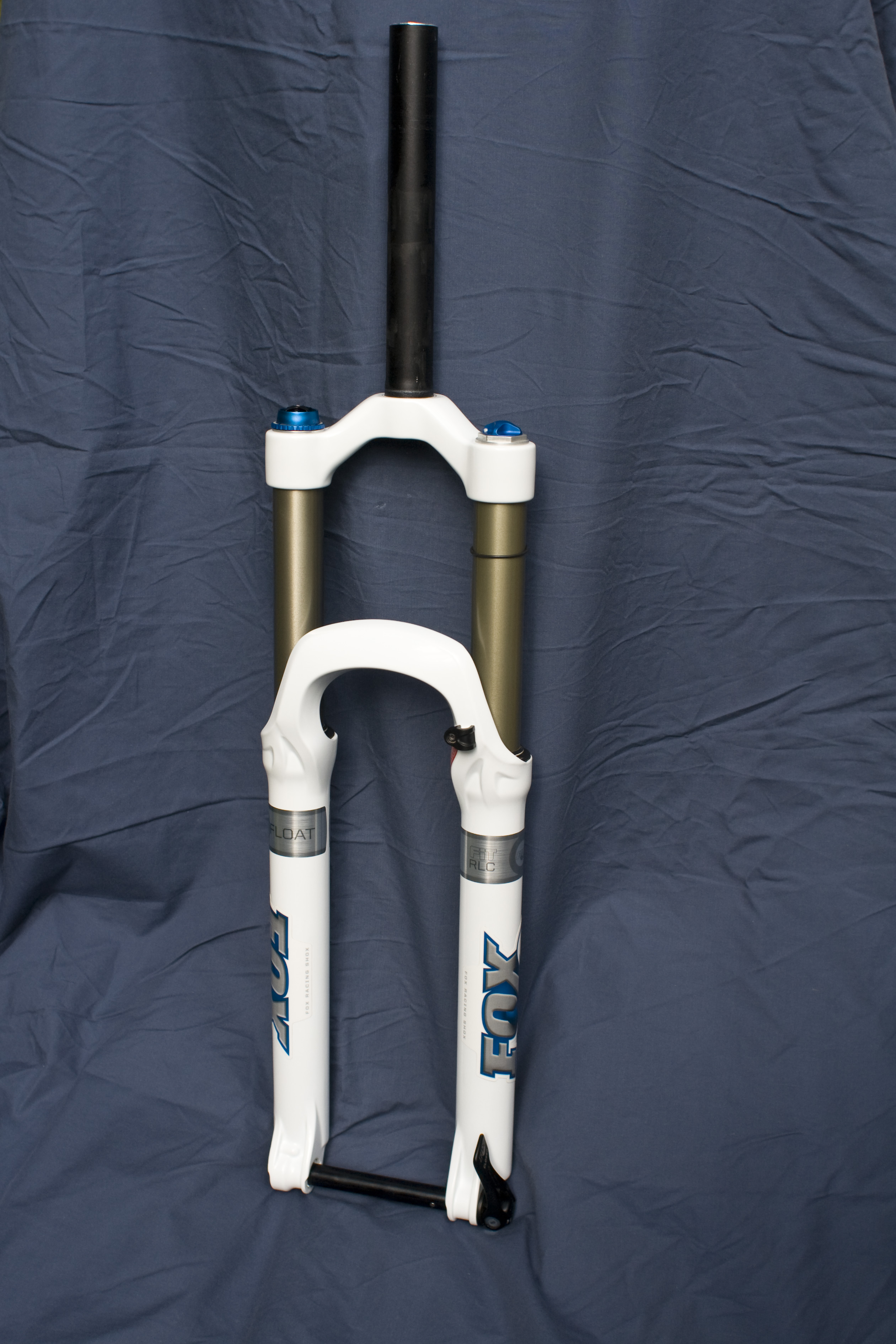
Амортизована велосипедна вилка

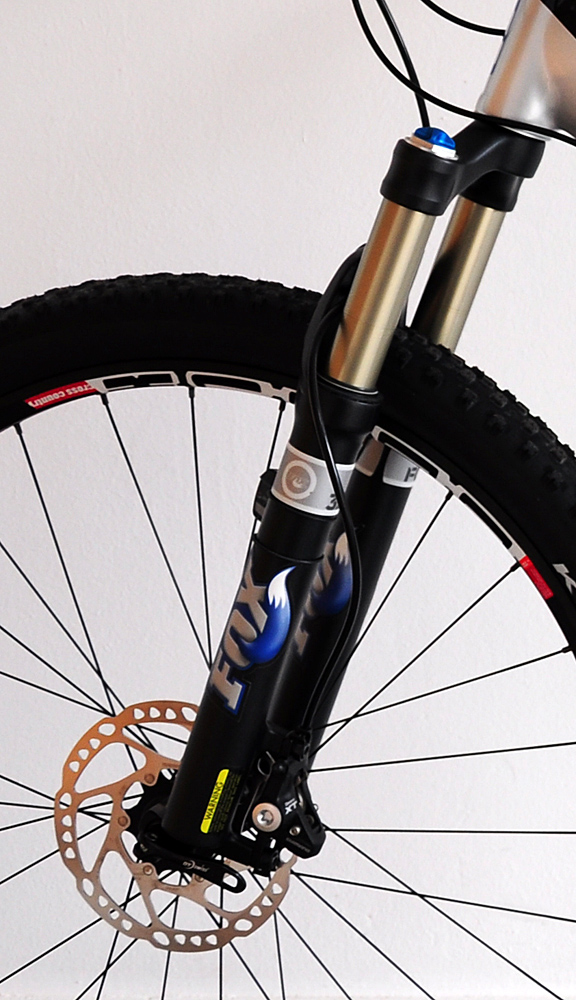
Амортизована велосипедна вилка

Велосип́една ви́лка (англ. bicycle fork) — багатофункціональна тримальна деталь (або механізм) рульового керування велосипеда, яка утримує переднє колесо на велосипеді і з'єднує вісь колеса з кермом напряму. Основні функції різних вилок:
- Поворот колеса точно на кут повороту керма;
- Утримання точної траєкторії колеса за рахунок торсійної жорсткості власної конструкції;
- Сприйняття навантажень при гальмуванні велосипеда переднім гальмом;
- Утримання осі переднього колеса;
- Гасіння вертикальних коливань переднього колеса при швидкісній їзді по нерівностях (у випадку з амортизаційними вилками), забезпечуючи якісне демпфування і якість управління велосипедом;
- Забезпечення безпеки їзди на велосипеді за рахунок достатньої міцності власної конструкції, розрахованої під певний тип використання.

Вилки поділяються на амортизаційні та жорсткі (рігідні, не амортизаційні). Вилки для гірських велосипедів сьогодні практично завжди амортизаційні, вилки для міських велосипедів класу «комфорт» також нерідко бувають амортизаційними. Для шосейних, трекових та деяких гібридів в основному встановлюють звичайні, не амортизаційні вилки. 
Жорстка вилка може мати зігнуті пера, які, прогинаючись, злегка (на 10—15 мм) пружинять на поганому асфальті, або прямі пера для рівної дороги, які забезпечують максимальну жорсткість.

## Складові частини вилки
- Шток — вісь вилки, яка жорстко запресована в корону вилки. Шток вставляється в рульовий стакан рами велосипеда і міцно утримується підшипниками кермової колонки. До штоку кріпиться винос керма велосипеда. Шток може бути сталевим, алюмінієвим або карбоновим.
- Корона — деталь вилки, в яку запресований шток і обидві ноги вилки. Корона виготовляється з алюмінію литтям, із наступним куванням (всі вилки середнього і вищого класу) або карбону (якщо шток теж карбоновий).
- Ноги — частини вилки трубчастого профілю, які або з'єднуються з віссю колеса безпосередньо (у жорстких вилок називаються також перами), або телескопічно засуваються всередину конструкції штанів (у амортизаційних вилок). В ногах амортизаційних вилок частково розташовуються: зовнішні регулювання вилки, пружини і демпфери. Ноги вилок виготовляються зі:
  - Сталі з подальшим хромуванням робочої поверхні (вилки нижчого рівня);
  - Сплавів авіаційного алюмінію з покриттям робочої поверхні з твердого зносостійкого лаку бежевого кольору (всі вилки середнього і більшість вилок вищого класу);
  - Сплавів авіаційного алюмінію з покриттям робочої поверхні з твердого зносостійкого тефлонового лаку чорного кольору (всі вилки фірм «Marzocchi» і «Risse racing»);
  - Сплавів авіаційного алюмінію з наступним нікелюванням робочої поверхні (гоночні вилки Marzocchi вищого класу для даунхілу і крос-кантрі).

(Термін служби найпоширеніших алюмінієвих ніг і їх покриття дуже великий, проте покриття з твердого зносостійкого лаку сильніше інших піддається сколам при випадкових механічних пошкодженнях, і вимагає акуратності.)
- Штани — деталь вилки, що складається з двох «стаканів» трубчастого перетину, з'єднаних у більшості випадків разом горилою (бустером) як єдина деталь (не відноситься до вилок перевернутого типу). Всередину штанів засуваються ноги вилки. Штани виробляються з дешевих алюмінієвих сплавів (вилки нижчого класу) і дорогих міцних алюмінієвих сплавів (деякі замовні вилки для хардкорного фрірайду); сплавів алюмінію з магнієм або багатошарової конструкції з алюмінієвих сплавів і карбону (деякі вилки вищого класу аж до даунхільних). Більшість вилок має штани з магнієвого сплаву з алюмінієм.

- На штанах амортизованих або ногах жорстких вилок є кріплення для гальм типу V-brake або (і) кріплення для дискових гальм

- Дропаути — точки кріплення колеса — зазвичай є єдиною деталлю з штанами. Однак якщо штани карбонові, то дропаути робляться зі сплаву алюмінію. Окремі моделі вилок мають дропаути з нержавіючої сталі, що знімає поширену проблему корозії магнію в цьому місці.

## Загальні характеристики вилок
Жорсткість вилки визначається як момент сили, необхідний для згинання (поздовжня жорсткість) або скручування (торсійна жорсткість) вилки на 1 градус. Більшість сучасних вилок мають торсійну жорсткість 16—27 Н{\displaystyle \cdot }м/градус. При торсійній жорсткості менше 15 Н{\displaystyle \cdot }м/градус вилка непридатна для використання із дисковим гальмом через значне скручування при гальмуванні. Жорсткі шосейні вилки можуть мати торсійну жорсткість до 45 Н{\displaystyle \cdot }м/градус.

## Амортизаційна вилка
Амортизаційна вилка забезпечує контакт колеса із нерівною поверхнею, даючи керованість, збільшує і спрощує прохідність велосипеда.
Окрім комфорту, амортизаціна вилка — це ще зайва маса, яка залежить від типу амортизатора.
Аморизатори поділяються на: пружинні, пружинно-еластомірні, пружинно-масляні та повітряно-масляні. Найкомфортнішим є останній варіант, але такі вилки значно дорожчі за пружинні. 
Залежно від призначення аморизаційні вилки можуть бути із блокуванням ходу аморизатора та без; із регулювання відскоку аморизатора та без. Залежно від стилю катання підбирають тип вилки та її ефективний амортизуючий хід (максимальна відстань на яку шток вилки заходить у штани вилки - цим пом'якшуючи хід). Буває від 50 до 300 мм. Хід деяких амортизаціоних вилок для фрірайду та даунхілу досягає 300 мм. 
Більшість сучасних амортизаційних вилок — телескопічні, труби різних діаметрів рухаються одна в іншій.

## Вилка Lefty

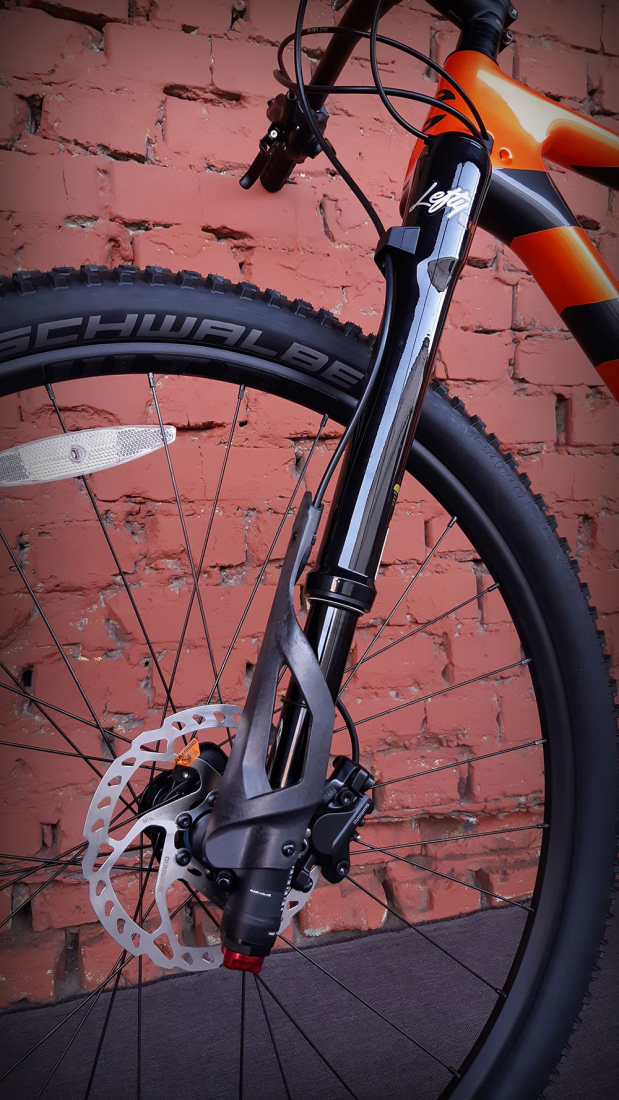
Однонога вилка Lefty

Амортизаційна вилка Lefty від компанії Cannondale - унікальна запатентована конструкція, яка відрізняється від багатьох інших вилок. На 2021 рік вийшло восьме покоління данної вилки з назвою Ocho (іспанською - "вісім"). Дана вилка має одну ногу, та одну корону.